# João Anselmo de Almeida Soares
João Anselmo de Almeida Soares war von 1782 bis 1785 Gouverneur von Portugiesisch-Timor.
Unter seinem Vorgänger Lourenço de Brito Correia hatte sich das Reich von Luca gegen die portugiesische Kolonialmacht erhoben. Eine „Prophetin“ hatte den Kriegern verkündet, dass die Ahnen sie unterstützen würden, um das Joch der Fremden abzuschütteln. Die Krieger hielten sich für unverwundbar. Viqueque unterstützte die Portugiesen, doch Soares gelang es in seiner Amtszeit nicht, den sogenannten „Krieg der Verrückten“ (portugiesisch guerra de loucos, auch guerra dos doidos) zu beenden. Erst sein Nachfolger Gouverneur João Baptista Vieira Godinho beendete den Aufstand im Jahre 1785.